# A Lyga 2016
La A Lyga 2016 fue la edición número 27 de la A Lyga. La temporada comenzó el 2 de marzo y terminó el 27 de noviembre. Žalgiris logró el título con varias jornadas de antelación.

## Sistema de competición
Los equipos jugaron entre sí, todos contra todos, cuatro veces, totalizando 28 partidos cada uno. Al término de la Fase regular, los seis primeros se clasificaron al Grupo campeonato. El último clasificado descendió a la 1 Lyga, mientras que el penúltimo clasificado jugó el Play-off de relegación contra el subcampeón de la 1 Lyga 2016 el cual determinó cual de los dos jugará en la A Lyga la próxima temporada.
Los seis equipos que se clasificaron al Grupo campeonato jugarán entre sí, todos contra todos, dos veces, totalizando 10 partidos más cada uno. Los resultados obtenidos en esta fase se sumaron a los obtenidos en la anterior. Al final de las 38 jornadas, el primer clasificado obtuvo acceso a la primera ronda de la Liga de Campeones 2017-18. El segundo y tercer clasificado obtuvieron pase para la primera ronda de la Liga Europea 2017-18.
Un tercer pase para la Liga Europea 2017-18 fue asignado al campeón de la Copa de Lituania.

## Ascensos y descensos
| Pos. | Ascendido de 1 Lyga 2015 |
| ---- | ------------------------ |
| 1    | Lietava                  |

| Pos. | Descendido de A Lyga 2015 |
| ---- | ------------------------- |
| 8    | Klaipėdos Granitas        |
| 9    | Šiauliai                  |
| 10   | Kruoja                    |

## Equipos participantes
| Club           | Ciudad      | Estadio                       | Capacidad |
| -------------- | ----------- | ----------------------------- | --------- |
| Atlantas       | Klaipėda    | klaipėdos centrinis stadionas | 4.000     |
| Kauno Žalgiris | Kaunas      | NFA                           | 1.500     |
| Lietava        | Jonava      | Estadio Central de Jonava     | 3.000     |
| Stumbras       | Kaunas      | NFA                           | 1.500     |
| Sūduva         | Marijampolė | ARVI Arena                    | 6.250     |
| Trakai         | Trakai      | Estadio LFF                   | 5.400     |
| Utenis         | Utena       | Utenio stadionas              | 3.000     |
| Žalgiris       | Vilnius     | Estadio LFF                   | 5.400     |

## Fase regular

### Clasificación
| Pos. | Equipo         | Pts. | PJ | G  | E | P  | GF | GC | Dif. | Clasificación 2017           |
| ---- | -------------- | ---- | -- | -- | - | -- | -- | -- | ---- | ---------------------------- |
| 1    | Žalgiris       | 66   | 28 | 21 | 3 | 4  | 62 | 22 | +40  | Ronda por el campeonato      |
| 2    | Trakai         | 58   | 28 | 18 | 4 | 6  | 47 | 22 | +25  | Ronda por el campeonato      |
| 3    | Sūduva         | 51   | 28 | 15 | 6 | 7  | 42 | 32 | +10  | Ronda por el campeonato      |
| 4    | Atlantas       | 51   | 28 | 15 | 6 | 7  | 38 | 25 | +13  | Ronda por el campeonato      |
| 5    | Lietava        | 29   | 28 | 7  | 8 | 13 | 28 | 44 | −16  | Ronda por el campeonato      |
| 6    | Stumbras       | 27   | 28 | 7  | 6 | 15 | 35 | 52 | −17  | Ronda por el campeonato      |
| 7    | Utenis (O)     | 16   | 28 | 4  | 4 | 20 | 24 | 47 | −23  | Promoción por la permanencia |
| 8    | Kauno Žalgiris | 15   | 28 | 2  | 9 | 17 | 23 | 55 | −32  | Descenso a la I Lyga 2017    |

Actualizado a los partidos jugados el 16 de octubre de 2016.
 Fuente: Soccerway

### Tabla de resultados cruzados
| Local \ Visitante | ATL | KAU | LIE | SUD | STU | TRA | UTE | ZAL |
| ----------------- | --- | --- | --- | --- | --- | --- | --- | --- |
| Atlantas          | —   | 3–1 | 2–0 | 1–2 | 2–0 | 2–2 | 1–0 | 2–1 |
| Kauno Žalgiris    | 0–2 | —   | 1–5 | 2–2 | 1–2 | 0–2 | 1–3 | 1–1 |
| Lietava           | 0–1 | 2–2 | —   | 1–1 | 2–2 | 0–1 | 1–0 | 0–1 |
| Sūduva            | 1–0 | 1–0 | 3–0 | —   | 0–1 | 0–2 | 2–1 | 1–0 |
| Stumbras          | 2–3 | 0–0 | 2–0 | 2–3 | —   | 0–0 | 3–1 | 3–6 |
| Trakai            | 2–0 | 0–0 | 3–0 | 3–1 | 3–2 | —   | 1–0 | 1–0 |
| Utenis            | 0–2 | 2–3 | 0–1 | 0–4 | 1–0 | 0–2 | —   | 0–1 |
| Žalgiris          | 1–0 | 3–0 | 2–2 | 3–2 | 2–0 | 2–0 | 2–0 | —   |

| Local \ Visitante | ATL | KAU | LIE | SUD | STU | TRA | UTE | ZAL |
| ----------------- | --- | --- | --- | --- | --- | --- | --- | --- |
| Atlantas          | —   | 1–1 | 0–0 | 2–1 | 2–0 | 0–1 | 2–0 | 0–1 |
| Kauno Žalgiris    | 1–1 | —   | 0–1 | 0–1 | 2–1 | 0–4 | 1–1 | 0–2 |
| Lietava           | 1–2 | 3–2 | —   | 1–1 | 1–4 | 1–1 | 1–0 | 0–4 |
| Sūduva            | 3–3 | 2–0 | 0–0 | —   | 2–0 | 1–0 | 2–1 | 0–0 |
| Stumbras          | 0–2 | 2–2 | 2–1 | 2–3 | —   | 1–4 | 1–1 | 0–5 |
| Trakai            | 3–0 | 3–0 | 0–2 | 2–0 | 0–2 | —   | 4–3 | 1–2 |
| Utenis            | 1–1 | 2–1 | 3–1 | 1–2 | 0–0 | 0–1 | —   | 2–4 |
| Žalgiris          | 0–1 | 3–1 | 4–1 | 4–1 | 3–1 | 3–1 | 2–1 | —   |

## Grupo campeonato

### Clasificación
| Pos. | Equipo       | Pts. | PJ | G  | E | P  | GF | GC | Dif. | Clasificación 2017–18                 |
| ---- | ------------ | ---- | -- | -- | - | -- | -- | -- | ---- | ------------------------------------- |
| 1    | Žalgiris (C) | 76   | 33 | 24 | 4 | 5  | 74 | 29 | +45  | Primera ronda de la Liga de Campeones |
| 2    | Trakai       | 67   | 33 | 20 | 7 | 6  | 55 | 26 | +29  | Primera ronda de la Liga Europa       |
| 3    | Sūduva       | 58   | 33 | 17 | 7 | 9  | 55 | 41 | +14  | Primera ronda de la Liga Europa       |
| 4    | Atlantas     | 56   | 33 | 16 | 8 | 9  | 42 | 32 | +10  | Primera ronda de la Liga Europa       |
| 5    | Stumbras     | 33   | 33 | 8  | 9 | 16 | 43 | 63 | −20  |                                       |
| 6    | Lietava      | 32   | 33 | 8  | 8 | 17 | 35 | 58 | −23  |                                       |

Actualizado a los partidos jugados el 26 de noviembre de 2016.
 Fuente: Soccerway
Notas:
1. ↑  Tras ganar la Copa de Lituania, el Žalgiris  obtiene una plaza para participar en la Liga Europa 2017-18, pero al estar clasificado a través de su posición de liga para disputar la Liga de Campeones, la plaza recae sobre el cuarto clasificado.

### Tabla de resultados cruzados
| Local \ Visitante | ATL | LIE | SUD | STU | TRA | ZAL |
| ----------------- | --- | --- | --- | --- | --- | --- |
| Atlantas          | —   | 2–1 | —   | —   | 0–0 | —   |
| Lietava           | —   | —   | 3–2 | —   | —   | 1–4 |
| Sūduva            | 3–1 | —   | —   | 6–1 | —   | 1–3 |
| Stumbras          | 1–1 | 3–1 | —   | —   | —   | —   |
| Trakai            | —   | 3–1 | 1–1 | 1–1 | —   | —   |
| Žalgiris          | 2–0 | —   | —   | 2–2 | 1–3 | —   |

## Play-off de relegación
Fue jugado entre el Utenis, penúltimo clasificado de la liga; Palanga, subcampeón de la 1 Lyga 2016.
| Ida, 29 de octubre de 2016, 14:00 | Palanga                           | 2:3 (0:1) | Utenis                                 | Palanga Stadium, Palanga                                    |                                                             |
|                                   | - Lukashevich 74' - Bagužis 90+5' | Reporte   | - 2' 44' Poruchynskyy - 54' Vereshchak | Asistencia: 250 espectadores Árbitro(s): Robertas Valikonis | Asistencia: 250 espectadores Árbitro(s): Robertas Valikonis |

| Vuelta, 6 de noviembre de 2016, 14:00 | Utenis | 0:1 (0:1) (Global 3:3) | Palanga     | Visaginas Artificial Football Pitch, Utena                     |                                                                |
|                                       |        | Reporte                | - 33' Juška | Asistencia: 120 espectadores Árbitro(s): Manfredas Lukjančukas | Asistencia: 120 espectadores Árbitro(s): Manfredas Lukjančukas |

## Goleadores
| Pos. | Jugador             | Club     | Goles |
| ---- | ------------------- | -------- | ----- |
| 1    | Andrija Kaluđerović | Žalgiris | 20    |
| 2    | Nerijus Valskis     | Trakai   | 17    |
| 3    | Tomas Radzinevičius | Sūduva   | 14    |
| 4    | Maksim Maksimov     | Atlantas | 10    |
| 5    | David Arshakyan     | Trakai   | 9     |